# Lâm Thao (phủ)
Phủ Lâm Thao (临洮府) (tên cũ là Thao Giang), gồm bốn huyện: Thanh Ba, Sơn Vi, Hạ Hoa, Phù Ninh vốn thuộc trấn Sơn Tây thời Lê. Đến thời Nguyễn trấn Sơn Tây đổi tên thành tỉnh Sơn Tây.
4 huyện này hiện nay thuộc tỉnh Phú Thọ với tên gọi có chút khác biệt: Hạ Hoa (nay là Hạ Hòa), Sơn Vi (nay là huyện Lâm Thao).